# Ivan Afanaszjevics Szokoljanszkij
Ivan Afanaszjevics Szokoljanszkij (oroszul: Иван Афанасьевич Соколянский) (1889. március 25. — 1960. november 27.) orosz-szovjet gyógypedagógus, a halmozottan sérültek gyógypedagógiájának egyik jeles művelője.

## Szakmai munkássága
Harkovban dolgozott a vakok intézetében, amely mellett 1923-ban létrehozott egy „iskola-kliniká”-t, ahol 8 siket-vak tanuló egyéni tanításával foglalkozott. Tanítványai közül különösen Olga Ivanovna Szkorohodova (1911-1982) tűnt ki és vált szakmai körökben világszerte ismertté, mint az Amerikai Egyesült Államokban élő Helen Keller.
Szkorohodova 5 évesen vesztette el látását és hallását, Szokoljanszkij intézetében tanult, majd a Moszkvai Egyetemen pszichológusi oklevelet, később kandidátusi fokozatot szerzett és Zagorszkban, a halmozottan sérültek világhírű intézetében dolgozott. Olga Ivanovna Szkorohodova is, mint sorstársa Helen Keller, könyveket adott közre arról, hogyan érzékeli egy siket-vak ember körötte a világot: „Hogyan látom a világot körülöttünk” (1947); „Hogyan látom és képzelem el a világot?” (1954); „Hogyan látom, képzelem el és értem meg a körülöttünk lévő világot.” (1972).
Szokoljanszkij új módszert kísérletezett ki a siket-vakok beszédtanításához. Tanítványai „kézzel követett szájról olvasás” révén jutottak el a folyamatos beszéd használatához. Szokoljanszkij elsőként tervezett és készített speciális eszközöket siket-vakoknak (Braille-telefon, olvasógép, mechanikus kommunikátor, stb.). Az ő elgondolásai szerint kezdte meg működését a zagorszki intézet.